# Terminal Turístico Rodoviário de Guarulhos
O Terminal Turístico Rodoviário de Guarulhos, também conhecido como Rodoviária de Guarulhos, é o principal terminal de transporte terrestre intermunicipal e interestadual da cidade de Guarulhos, na Região Metropolitana de São Paulo, Brasil. Situado no Parque Cecap, em frente ao Hospital Geral, possui fácil acesso às rodovias Ayrton Senna, Dutra, Fernão Dias e Hélio Smidt, além da proximidade estratégica com o Aeroporto Internacional de São Paulo-Guarulhos.

## Histórico
Com orçamento de pouco mais de R$ 18 milhões, o terminal foi inaugurado em 8 de dezembro de 2010, suprindo uma necessidade antiga do município em ter seu próprio terminal rodoviário.
Em 27 de março de 2012 um vendaval abalou a estrutura metálica do teto e o terminal foi interditado por um ano e 15 dias, até ser reaberto em 12 de abril de 2013.
O terminal passou a receber a Estação Guarulhos-Cecap da Linha 13–Jade em 31 de março de 2018, sem a necessidade de os passageiros pagarem passagem intermunicipal para se deslocarem até a capital paulista, tendo assim, interligação com o aeroporto de Cumbica em Guarulhos e com a rede metroferroviária de São Paulo.

## Administração
A administração do terminal é de responsabilidade da empresa Plataforma 15 Terminais Rodoviários, desde janeiro de 2020. Anteriormente, esteve sob administração da Socicam.

## Características operacionais[6]
- Plataformas: 20
- Área total: 7.000m²
- Estacionamento: 120 vagas
- Lojas: 12
- Quiosques: 4
- Bilheterias: 15
- Bicicletário
- Sala VIP
- Ponto de Táxi
- Circuito de televisão 24 horas